# Dalophis multidentatus
Dalophis multidentatus är en fiskart som beskrevs av Jacques Blache och Marie-Louise Bauchot 1972. Dalophis multidentatus ingår i släktet Dalophis och familjen Ophichthidae. Inga underarter finns listade i Catalogue of Life.